# En natt i Otočac
En natt i Otočac är en diktsamling av Gunnar Ekelöf utgiven 1961.
Samlingen ansluter till de två närmast föregående diktsamlingarna Strountes och Opus incertum och innehåller även en rad dikter med motiv från resor i Grekland och Italien.
Titeln syftar på den kroatiska kustbyn Otočac där Ekelöf med familj övernattat under en resa på väg till Grekland 1957.

## Mottagande
Boken fick vid sin utgivning ett mycket positivt mottagande. Bengt Holmqvist i Dagens Nyheter skrev att den var "på en gång enkel och rikt förgrenad, vardaglig och djupt kulturmedveten, nonchalant serverad och omsorgsfullt uppbyggd, lidelsefull och stilla, bildmässigt sluten och sprängfull av associationer åt alla håll. Man kunde ägna spalter åt att förklara och analysera den; man förstår omedelbart dess vision med hjärtat".